# سبيس اكس برنامج تطوير لنظام إطلاق قابل لإعادة الاستخدام
برنامج تطوير نظام الإطلاق القابل لإعادة الاستخدام لشركة سبيس إكس (بالإنجليزية: SpaceX reusable launch system development program)، وهو برنامج بتمويل خاص يهدف إلى تطوير مجموعة من التقنيات الجديدة لنظام إطلاق مداري يمكن إعادة استخدامه عدة مرات بطريقة مشابهة لقابلية إعادة استخدام المركبات الجوية. بدأت شركة سبيس إكس في تطوير هذه التقنيات عبر سنوات عديدة لتسهل وتسرع من إمكانية إعادة استخدام مركبات الإطلاق للفضاء. تشمل الأهداف طويلة الأمد لهذا المشروع على العودة بالمرحلة الأولى من مركبة الإطلاق إلى موقع الإطلاق بعد دقائق من إطلاق المركبة، والعودة بالمرحلة الثانية إلى منصة الإطلاق بعد محاذاة المركبة مداريًا مع موقع الإطلاق ثم دخول الغلاف الجوي في مدة أقصاها 24 ساعةً. ويعتبر الهدف طويل الأمد لشركة سبيس إكس هو تصميم مرحلتي مركبة الإطلاق المداري بشكل يسمح بإعادة استخدامهما بعد بضع ساعات من العودة.
أُعلن عن المشروع للجمهور في عام 2011. حققت شركة سبيس إكس أول عملية هبوط ناجحة وأول عملية استعادة للمرحلة الأولى في ديسمبر عام 2015. وكانت أول إعادة استخدام  للمرحلة الأولى التي هبطت بنجاح، في شهر مارس عام 2017، واستُخدمت للمرة الثانية في يونيو نفس العام، بعد مرور خمسة أشهر من الرحلة الأولى للمعزز الصاروخي. وكانت المحاولة الثالثة في شهر أكتوبر لنفس العام في مهمة إس إي إس-11/إيكو ستار 105. أصبحت الرحلات الثانية للمراحل الأولى المُرممة أمرًا عاديًا بعد ذلك، مع وجود العديد من المعززات الصاروخية التي تستخدم حتى أربع مرات بحلول شهر يناير عام 2020.
طُورت تقنية نظام الإطلاق القابل لإعادة الاستخدام واستُخدمت لأول مرة  في المرحلة الأولى من الصاروخ فالكون 9. ينقلب المعزز الصاروخي حول نفسه، بعد انفصال المرحلة، ويمكن أن تُشغل المحركات في إجراء اختياري لعكس مسار المعزز، ثم تُشغل المحركات مرةً أخرى أثناء دخول الغلاف الجوي للتحكم في اتجاه المعزز ليصل إلى موقع الهبوط، وتُشغل المحركات مرةً أخيرةً أثناء الهبوط للإبطاء النهائي  من سرعة المعزز على ارتفاع منخفض حتى يلامس منصة الهبوط.
أرادت شركة سبيس إكس أن تطور، منذ عام 2014 على الأقل، التقنيات التي ستمكنها من مد عتاد الطيران الفضائي القابل لإعادة الاستخدام ليتضمن المراحل الثانية، وكان هذا تحديًا هندسيًا صعبًا بسبب حركة المركبة بسرعات مدارية. كان إعادة استخدام المرحلة الثانية أمرًا أساسيًا في خطط إيلون ماسك حتى يتمكن من إقامة مستعمرة المريخ. تخلت شركة سبيس إكس عن التصورات المبدئية لجعل المرحلة الثانية من الصاروخ فالكون 9 قابلة لإعادة الاستخدام.
وبحلول عام 2020، تطور شركة سبيس إكس مركبة ستارشيب، وهي مركبة قابلة لإعادة الاستخدام بشكل كامل ومكونة من مرحلتين، ومُصممة بغرض دعم بعثات القمر والمريخ، ولتحل أخيرًا محل الصاروخين فالكون 9 وفالكون الثقيل في مهمات إطلاق الأقمار الاصطناعية ونقل البشر للفضاء. وعلاوةً على ذلك، يمكن أن تستخدم هذه المركبة في النقل السريع بين نقطتين على سطح كوكب الأرض.

## خط السير التشغيلي
في السنة الأولى التي تمكنت فيها الشركة من إعادة المراحل الصاروخية بنجاح خلال رحلات الاختبار التجريبية، أجرت شركة سبيس إكس تقييمًا متخصصًا، وتقييمًا خاصًا بالطيران، واختبرت المكونات الخاصة بكل مرحلة من المراحل التي هبطت بنجاح. عولجت المراحل الصاروخية، وقُيمت بشكل مبدئي في حظائر الصواريخ الخاصة بالإطلاق، أو بعد هبوطها بقاعدة كيب كانافيرال في حظيرة الصواريخ الجديدة التي أنشأتها شركة سبيس إكس في مجمع الإطلاق رقم 39 بمركز كينيدي للفضاء. نُقلت الاجزاء الصاروخية التي هبطت على الأرض إلى مقر شركة سبيس إكس بمدينة هاوثورني، ومدينة ماكغريغور لتقييم النواحي الهندسية وإجراء بعض الاختبارات عليها.
وفي فبراير عام 2017، وبعد نجاح ثماني مراحل صاروخية أساسية في الهبوط، أُطلقت سبع مراحل منهم بقاعدة كيب كانافيرال، أعلنت شركة سبيس إكس عن خططها لتوسيع منشآتها المادية لمعالجة وترميم الصواريخ. وستُنفذ هذه الخطط من خلال استئجار بعض المساحات بالإضافة إلى بناء مبانٍ جديدة في ميناء كانافيرال بفلوريدا، بالقرب من موقع رسو سفينة المهبط الفضائي الآلية ذاتية التحكم بالمحيط الاطلسي، حيث تُزال المراحل التي تهبط على السفينة الآلية بالساحل الشرقي للولايات المتحدة من على متنها.

## تطوير القابلية لإعادة استخدام مركبة ستارشيب

### ستارهوبر

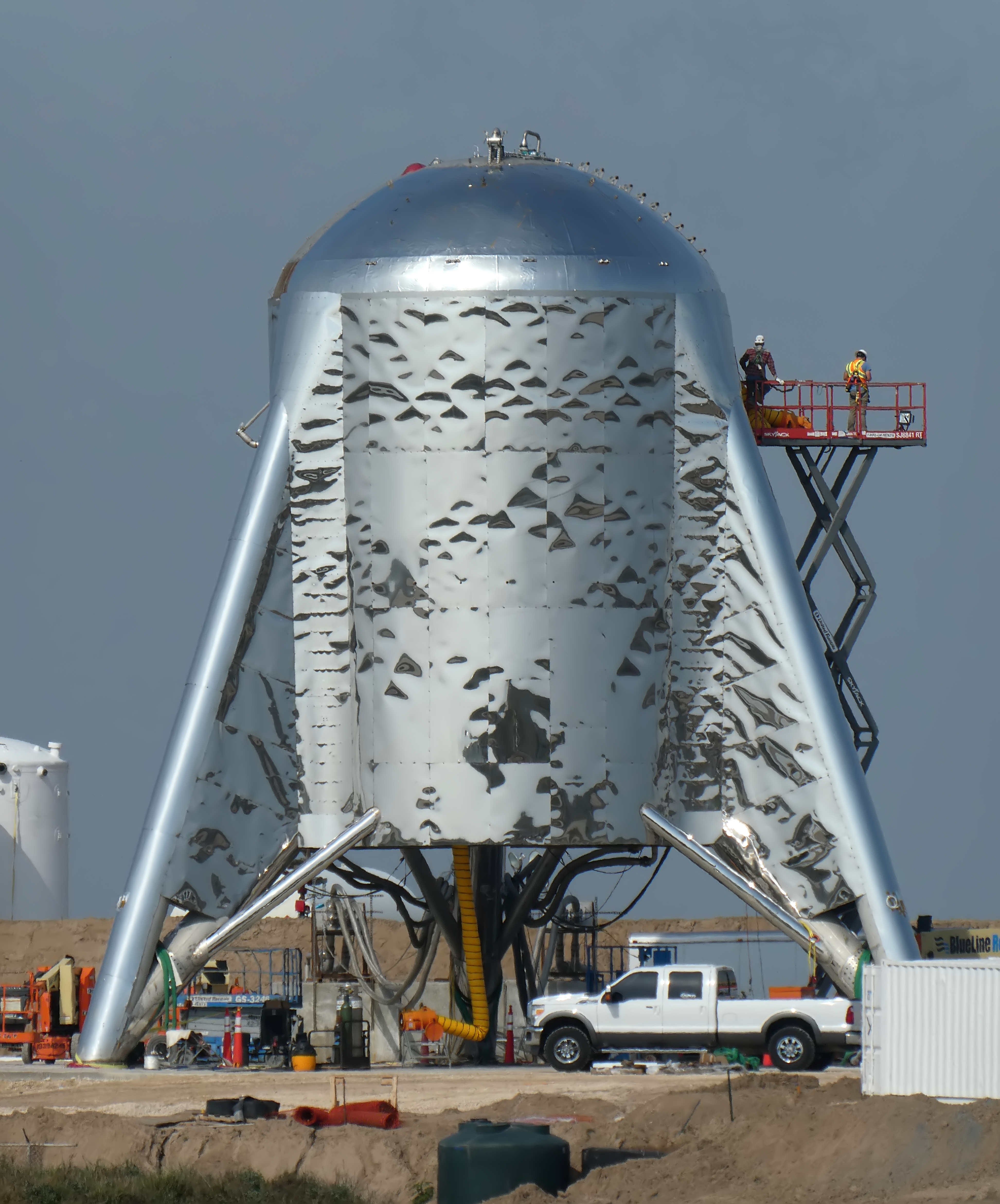
ستارهوبر

بدأ بناء مركبة ستارهوبر في أوائل شهر ديسمبر عام 2018، واكتمل الإطار الخارجي والقشرة في يوم 10 يناير عام 2019. صُنعت هذه المركبة في الخارج بمكان مفتوح في إحدى منشآت شركة سبيس إكس الموجودة على مسافة 3.2 كيلومتر من شاطئ بوكا تشيكا جنوب ولاية تكساس، جُمع الجسم الخارجي للمركبة بسرعة في أقل من ستة أسابيع. ظن مشاهدو عملية بناء هذه المركبة في البداية، عند موقع الإطلاق الخاص بشركة سبيس إكس جنوب تكساس، أنها عملية بناء برج مائي ضخم، شُيدت هذه المركبة المصنوعة من الفولاذ المقاوم للصدأ عن طريق اللحام المعدني وبواسطة عمال بناء في شكل أقرب إلى أشكال البناء في حوض السفن عن الشكل التقليدي للصناعات بمصنع الفضاء الجوي. بلغ قطر مركبة ستارهوبر الكاملة تسعة أمتار، وكان الطول في البداية 39 مترًا في يناير عام 2019. أدت التلفيات اللاحقة في المقدمة المخروطية للمركبة بفعل الرياح إلى اعتزام شركة سبيس إكس باقتصاص قطاعًا من مقدمة المركبة والطيران بالمركبة في الاختبارات منخفضة السرعة دون مقدمة مخروطية، ما نتج عن خفض طول هذه المركبة الاختبارية.
ومنذ منتصف شهر يناير عام 2019 حتى أوائل شهر مارس، ركز جانب كبير من تصنيع هذه المركبة الاختبارية على إكمال بناء الوعاء المضغوط الذي سيضم خزانات الميثان السائل والأكسجين السائل، بما يتضمن توصيلات الأنابيب الخاصة بنظام الخزانات، ونقل قطاع الخزان السفلي للمركبة مسافة 3.2 كيلومتر لمنصة الإطلاق يوم 8 مارس نفس العام. بدأ اختبار النظام المتكامل لمركبة ستارهوبر، مع معدات الدعم الأرضي المُشيدة حديثًا بمنشآت شركة سبيس إكس جنوب ولاية تكساس، في شهر مارس عام 2019. تضمنت هذه الاختبارات تزويد المركبة بالأكسجين السائل والميثان السائل واختبار أنظمة حفظ الضغط، التي روقبت من خلال تجميد خطوط المادة الدافعة الموجهة إلى المركبة وصرف الأبخرة المنبعثة عن المواد المُبردة عند موقع الإطلاق/الاختبار. وخلال مدة تعدت الأسبوع، خضعت ستارهوبر لاختبارات متعلقة بخزانات الوقود بشكل يومي تقريبًا، بالإضافة إلى اختبارات التهيئة الرطبة، وبعض الاختبارات عند مرحلة ما قبل تشغيل المحركات.
وعقب الاختبار المبدئي للنظام المتكامل لمركبة ستارهوبر الاختبارية ذات المحرك رابتور ذي الرقم التسلسلي 2 (رابتور إس/إن 2) في أوائل شهر أبريل، أُزيل المحرك عن المركبة لإجراء دراسات تحليلية عليه بعد الاختبارات، ولتثبيت بعض الإضافات بمركبة ستارهوبر. أُضيفت دوافع أنظمة التحكم بالوضعية إلى المركبة بالإضافة إلى أجهزة امتصاص الصدمة لأرجل الهبوط غير القابلة للطي، وأنظمة اتصال سريعة الفصل لفتحات التزويد السُرية بالمركبة. ثُبت المحرك رابتور إس/إن 4 في أوائل شهر يونيو لفحص ما إذا كان مناسبًا للتركيب، ولكن كان متوقعًا أن تكون أول رحلة حرة دون حبال لهذه المركبة باستخدام المحرك رابتور إس/إن 5، وذلك حتى أصيب هذا المحرك ببعض التلفيات أثناء الاختبارات بمنشأة تطوير واختبار الصواريخ لشركة سبيس إكس بمدينة ماكغريغور في ولاية تكساس. وبالتالي، استُخدم المحرك رابتور إس/إن 6 في رحلات ستارهوبر الحرة.